# 아소린

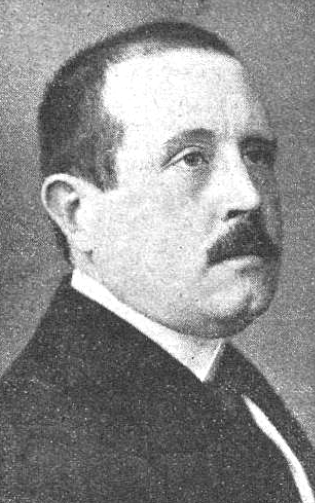
Azorín.

아소린(Azorín, 1873년 6월 8일 ~ 1967년 3월 2일)은 스페인의 극작가다. 아소린은 필명으로, 본명은 마르티네스 루이스(José Martínez Ruiz)다.
쉬르레알리슴의 작풍에 철저하여 베나벤테 류의 연극을 거절했다. <옛 스페인>(1929)으로 시작되는 3부작이 있다.